# Rossano Brazzi
Rossano Brazzi (Bolonha, 18 de setembro de 1916 — Roma, 24 de dezembro de 1994) foi um ator, diretor de cinema, roteirista e produtor de cinema italiano conhecido por interpretar papéis que tipificavam o arquétipo do protagonista suave e romântico tanto em seu país natal como em Hollywood. Recebeu o nome em homenagem a Rossano Veneto, onde seu pai estava estacionado durante seu serviço militar na Primeira Guerra Mundial.

## Biografia
Brazzi nasceu em Bolonha, Itália, filho de Maria Ghedini e Adelmo Brazzi, um funcionário da fábrica de calçados Rizzoli. Ele recebeu o nome em homenagem a Rossano Veneto onde seu pai estava estacionado durante seu serviço militar na Primeira Guerra Mundial. Brazzi frequentou a Universidade de San Marco em Florença onde foi criado desde os quatro anos de idade. Ele era advogado antes de se tornar ator e fez sua estreia no cinema em 1939.
Durante a Segunda Guerra Mundial trabalhou para a Resistência e em 1949, já em Hollywood, estreou no cinema em Little Women (1949).
Retornou para a Itália na década de 1960, onde trabalhou até 1989. Em alguns trabalhos do início da carreira, foi creditado como Edward Ross.
Seus principais filmes foram: A Condessa Descalça; Krakatoa, o Inferno de Java; Summertime e South Pacific.

## Vida pessoal
Em 1940, Brazzi casou-se com a baronesa Lidia Bertolini (1921–1981), com quem foi casado até a morte dela por câncer no fígado em 1981. O casal não teve filhos. No entanto, ele teve um filho, George Llewellyn Brady (nascido em 24 de julho de 1955), de um relacionamento com Llewella Humphreys (1934–1992), de 20 anos, filha do mafioso americano Murray Humphreys. Llewella Humphreys mais tarde mudou seu nome para Luella Brady, uma anglicização de Brazzi. Em 1984, Rossano Brazzi casou-se com Ilse Fischer, uma cidadã alemã, que havia sido governanta do casal por muitos anos. Originalmente de Düsseldorf, Fischer era um fã apaixonado do ator aos 24 anos.

## Morte
Brazzi morreu em Roma na véspera de Natal de 1994, aos 78 anos, de um vírus neural.

## Filmografia
- Il destino in tasca (1938)
- Piccolo hotel (1939)
- Processo e morte di Socrate (1939) como Simmia
- Il ponte di vetro (1940) como comandante Mario Marchi
- Kean (1940) como Edmund Kean
- Ritorno (1940) as Michele Donato, apelidado de Mac Dynar
- La fuerza bruta (1941) como Fred
- Tosca (1941) como Mario Cavaradossi
- Il bravo di Venezia (1941) como Guido Fuser, suo figlio
- Il re si diverte (1941) como Il re Francesco Iº
- È caduta una donna (1941) como Roberto Frassi
- We the Living (1942) como Leo Kovalenski
- Una signora dell'ovest (1942) como William/Manuel
- La Gorgona (1942) como Lamberto Finquinaldo
- I due Foscari (1942) como Jacopo Foscari
- Piazza San Sepolcro (1942)
- Maria Malibran (1943) como Carlo de Beriot
- Damals (1943) como Pablo, o palhaço
- Il treno crociato (1943) como Il tenente Alberto Lauri
- Silenzio, si gira! (1943) como Andrea Corsi
- I dieci comandamenti (1945) (segmento "Non commettere atti impuri")
- La Resa di Titì (1945) como Guido, o diplomático
- La casa senza tempo (1945) como Capitano Paolo Sivera
- Paese senza pace (1946) como Tita Nane
- Malìa (1946) como Cola, cognato de Jana
- Aquila nera (1946) como Vladimir Dubrowskij
- La monaca di Monza (1947)
- La grande aurora (1947) como Renzo Gamba
- Furia (1947) como Antonio
- Il Passatore (1947) como Stefano Pelloni
- Il corriere del re (1947) como Julien Sorel
- Il diavolo bianco (1947) como Prince André Mdwani
- Eleonora Duse (1947) como Arrigo Boito
- I contrabbandieri del mare (1948) como Mario
- Little Women (1949) como Professor Bhaer
- Vulcano (1950) como Donato
- Gli inesorabili (1950) como Saro Costa
- Romanzo d'amore (1950) como Enrico Toselli
- La corona negra (1951) como Andrés
- Incantesimo tragico (Oliva) (1951) como Pietro
- La Vendetta di Aquila Nera (1951) como Vladimir Dubrovskij
- La Leggenda di Genoveffa (1952) as Sigfrido, conte di Treviri
- La donna che inventò l'amore (1952) como Conte Grilli
- Il boia di Lilla (1952) como Conte de la Fere aka Athos
- Eran trecento (1952) como Volpintesta
- Il Figlio di Lagardere (1952) como Philippe de Lagardère
- L'ingiusta condanna (1952) como Carlo Rocchi
- Prigioniera della torre di fuoco (1953) como Cesare Borgia
- Carne de horca (1953) como Juan Pablo de Osuna
- C'era una volta Angelo Musco (1953) como o contador de história
- La Chair et le Diable (1954) como Giuseppe Guardini
- Three Coins in the Fountain (1954) como Georgio Bianchi
- La contessa di Castiglione (1954) como Le comte de Cavour
- The Barefoot Contessa (1954) como Count Vincenzo Torlato-Favrini
- Angela (1954) como Nino
- La barriera della legge (1954) como Lt. Mario Grandi
- Gli ultimi cinque minuti (1955) como Dino Moriani
- Summertime (1955) como Renato de Rossi
- Il conte Aquila (1955) como Conte Federico Confalonieri
- Faccia da mascalzone (1956)
- Loser Takes All (1956) como Bertrand
- The Story of Esther Costello (1957) como Carlo Landi
- Interlude (1957) como Tonio Fischer
- Legend of the Lost (1957) como Paul Bonnard
- South Pacific (1958) como Emile De Becque
- A Certain Smile (1958) como Luc Ferrand
- Count Your Blessings (1959) como Charles Edouard de Valhubert
- L'assedio di Siracusa (1960) como Archimede
- Austerlitz (1960) como Lucien Bonaparte
- Mondo cane (1962) como Himself
- Light in the Piazza (1962) como Signor Naccarelli
- Rome Adventure (1962) como Roberto Orlandi
- Redhead (1962) como Fábio
- Le quattro verità (1962) como Leo (segmento "Le lièvre et le tortue")
- Dark Purpose (1964) como Count Paolo Barbarelli
- La ragazza in prestito (1964) como Mario Menacci
- Instant Love (1964) - Claudio DeSantis
- The Battle of the Villa Fiorita (1965) como Lorenzo
- Un amore (1965) como Antonio Dorigo
- Il Natale che quasi non fu (1966) como Phineas T. Prune
- The Bobo (1967) como Carlos Matabosch
- La ragazza del bersagliere (1967) como Fernando Moschino
- Per amore... per magia... (1967) como Il narratore
- Sette volte donna (1967) como Giorgio (segmento "Amateur Night")
- Gli altri, gli altri... e noi (1967)
- King of Africa (1968) como Dr. Hamilton
- Criminal Affair (1968) como Ross Simpson (também foi roteirista e diretor)
- Krakatoa, East of Java (1969) como Giovanni Borghese
- Il diario segreto di una minorenne (è nata una donna) (1968)
- Psychout for Murder (1969) como Brigoli
- The Italian Job (1969) como Beckerman
- Vita segreta di una diciottenne (1969)
- The Adventurers (1970) como Baron de Coyne
- Intimità proibita di una giovane sposa (1970) como Adolfo Rogano
- Trittico (1971) como Andrea
- Mister Kingstreet's War (1971) como Major Bernadelli
- Vivi ragazza vivi! (1971) como padre di Barbara
- Il giorno del giudizio (1971) como o xerife
- Racconti proibiti... di niente vestiti (1972) como Lorenzo del Cambio
- The Great Waltz (1972) como Tedesco
- Terror! Il castello delle donne maledette (1974) como Count Frankenstein
- Giro girotondo... con il sesso è bello il mondo (1975)
- Dracula in the Provinces (1975) como Dr. Paluzzi
- Gli angeli dalle mani bendate (1975)
- Il tempo degli assassini (1975) as padre Eugenio
- Political Asylum (1975) como embaixador Lara
- Hawaii Five-O (1977) como Stavrik
- Caribia (1978)
- Mr. Too Little (1978) como Zabo The Great
- Io e Caterina (1980) como Arthur
- Champagne... e fagioli (1980) como Narrador (não-creditado)
- Omen III: The Final Conflict (1981) como DeCarlo
- Anche i ladri hanno un santo (1981)
- Il paramedico (1982) como Augusto Pinna
- The Far Pavilions (1982)
- Hart to Hart (1983) como Pastori
- Fear City (1984) como Carmine
- Final Justice (1985) como Don Lamanna
- 7, Hyden Park – La casa maledetta (1985) como Dr. Sernich
- Russicum - I giorni del diavolo (1988) como Marini
- Fatal Frames - Fotogrammi mortali (1996) como Dr. Lucidi